# Ryota Nagaki
Ryota Nagaki (永木 亮太, Nagaki Ryota) est un footballeur japonais né le 4 juin 1988 à Yokohama. Il évolue au poste de milieu de terrain au Tokushima Vortis prêté par le Shonan Bellmare.

## Biographie
Nagaki commence sa carrière professionnelle au Shonan Bellmare. Il débute en première division lors de l'année 2010.

## Palmarès
- Championnat du Japon : 2016
- Coupe du Japon : 2016